# Llac Taihu
El llac Tai o Taihu (en xinès 太湖, en pinyin Tài Hú) és un gran llac de la República Popular de la Xina situat al delta del riu Iang-Tsé. Amb una àrea de 2.250 km² i una profunditat mitjana de 2 m, és el tercer llaç d'aigua dolça del país, després del llac Poyang i del llac Dongting.

## Característiques
El llac està en una de les zones de major producció de gra de tot el país. És la base d'una important indústria pesquera. Al llac hi ha també roca calcària de gran qualitat utilitzada en decoració. Aquest tipus de roca és el més utilitzat en la decoració de jardins, tradicionals a la zona de Suzhou.
Al llac hi ha unes 90 illes. Algunes són molt petites però d'altres tenen unes dimensions considerables. El paisatge del llac ha esdevingut atractiu per als turistes.
El millor punt per veure el llac és des del parc Xihui, a Wuxi. Des de la part més alta de la Pagoda del dragó de la llum es pot veure una panoràmica del llac i de la ciutat de Wuxi. El parc acaba en uns jardins datats de la dinastia Ming.

## Contaminació
El maig de 2007 el llac es va veure profundament afectat per la massiva aparició d'algues i la consegüent contaminació per cianobacteris. El govern xinès ha considerat que es tracta d'un desastre natural, tot i el seu clar origen antròpic de la marcada i creixent degradació ambiental. Amb un augment del 600% del preu de l'aigua embotellada, el govern ha prohibit als proveïdors d'aigua de la regió qualsevol pujada de preus. De fet, el llac és la font d'aigua de 30 milions de persones, entre elles prop d'un milió a la ciutat de Wuxi. La província de Jiangsu ha expressat la seva intenció de netejar el llac.
Les iniciatives governamentals no han estat eficaces ni rellevants, i el 2010 es va presentar una emergència similar. Un dels líders ambientalistes que ha donat a conèixer els problemes del llac, Wu Lihong, va rebre una pena de tres anys de presó després de ser arrestat i jutjat per la presumpta extorsió d'un dels contaminadors. Això no obstant, existeixen indicis que es tracta d'una estratègia de desprestigi, en particular pel registre escrit que porta l'activista de les seves denúncies davant de les autoritats competents. El 2010, el senyor Wu va afirmar el fet que no s'havia tancat ni una sola fàbrica, i que les autoritats seguien vigilant-lo. Wen Jiabao, l'actual Primer Ministre del Consell d'Estat de la República Popular de la Xina, va fixar l'objectiu de netejar el llac pel 2012.